# Les Pionniers de demain
Les Pionniers de demain (arabe : رواد الغد Ruwād al-Ghad) est un programme télévisé à destination des enfants, diffusé depuis le 13 avril 2007 sur la chaîne Al-Aqsa TV, affiliée au Hamas.  
L'émission se voulait éducative, enseignant aux enfants les préceptes de l'islam, et les encourageant, par exemple, à boire du lait, ou encore à « résister » contre Israël et les États-Unis. Elle a été accusée par Israël et l'Autorité palestinienne de faire la propagande du Hamas,,.  
Dans le programme destiné aux enfants de 9 à 13 ans, des enfants échangent avec des animaux en peluche de taille humaine. 
Le programme est devenu célèbre pour avoir employé un acteur en costume ressemblant beaucoup à Mickey Mouse, mais se nommant Farfour. 

## Personnages

### Farfour
Farfour, dont le nom signifie « souris », a une forte ressemblance avec le personnage de Mickey Mouse. En plus d'encourager à l'assiduité, notamment religieuse, il exprime des propos controversés : « toi et moi allons poser les fondations d'un monde dirigé par les islamistes » et « nous allons faire revenir la communauté islamique à sa grandeur historique, libérant Jérusalem, avec l'aide d'Allah, libérer l’Irak, avec l'aide d'Allah, et libérer les pays des musulmans envahis par des meurtriers ». Dans l'épisode 103, on le voit tirer à l'AK-47 et jeter des grenades.
Farfour meurt dans la cinquième émission, diffusée le 27 juin 2007. Il est battu à mort au cours d'un interrogatoire israélien dans lequel il refuse de remettre la clé de son grand-père et les papiers de ses terres,. L'émission est alors fortement critiquée par Israël, mais aussi par certains Palestiniens comme le ministre de l'Information Moustafa Barghouti.

### Hamas Mickey Mouse Teaches Jihad
Farfour a été remplacé par un bourdon, Nahoul. Il est une parodie de Maya l'abeille mais la comparaison s'arrête là. Celui-ci est introduit le 13 juillet 2007 et promet de « venger les ennemis d'Allah et les meurtriers des prophètes » et promet de continuer « dans le chemin de Farfour : le chemin de l'Islam, de l'héroïsme, du martyre et du moudjahid[réf. non conforme] ».
Dans l'épisode 204, Nahoul s'en prend violemment à des chats, les attrape par leurs queues et les faisant tournoyer au-dessus de sa tête, les jette finalement dans leurs cages.
Nahoul est mort en février 2008, des blessures reçues lors d'une attaque israélienne. Malade, il est empêché de quitter la bande de Gaza pour aller se faire soigner en Égypte.

### Assoud
Assoud (« lion »), frère de Nahoul, succède à celui-ci. Il s'agit d'un lapin rose qui ressemble à Bugs Bunny ou à Roger Rabbit. Le 2 juin 2009, Assoud est vu pour la dernière fois, mourant dans l'hôpital de Gaza des suites de ses blessures reçues dans des circonstances peu claires.

### Nassur
Nassur est un ours brun, sans lien de parenté affirmé avec les trois précédents. Arrivé après la mort d'Assoud, il déclare être venu à Gaza afin de devenir moudjahid et défendre les enfants. Fait notable : il est le seul à survivre à la fin du dernier épisode.